# グレイズ・アナトミー 恋の解剖学
『グレイズ・アナトミー 恋の解剖学』（グレイズ・アナトミー こいのかいぼうがく、Grey's Anatomy）は、アメリカ合衆国のABC系列で放送されているテレビドラマ。
2005年3月27日（平成17年）から『デスパレートな妻たち』の後となる日曜22:00枠で放送開始。ミッドシーズン開始ながら安定した視聴率を獲得し、2005年秋以降の継続が決定。2006年初頭、『第40回スーパーボウル』の後枠で一挙に視聴者数を増やし、週間ランキングのトップを争うようになった。第3シーズン以降は、最激戦区である木曜21:00枠で放送されている。
アメリカでは、2025年に第21シーズンを放送し、第22シーズンへの更新も発表されている。
また、スピンオフに『プライベート・プラクティス 迷えるオトナたち』、『STATION 19』がある。

## 概要
タイトルは、医学書『グレイ解剖学』（Gray's Anatomy）をもじったものである。
シアトルの大病院で働く若い外科医たちの仕事と恋愛、そして苦悩と成長を、インターンとしてスタートする時点から描く。
枠の影響や視聴者（特に若年層）からの支持を受けている番組である。第3シーズンからは、その人気が見込まれて前年のシーズンまでの年間視聴率ナンバー1を誇っていた『CSI:科学捜査班』と同じ木曜21時に移動し、初回放送で同番組を越え週間ランキング首位となった。また、第1シーズンの最終話放送時には街から人が消えたと言わしめたほどである。
第58回プライムタイム・エミー賞ではドラマ部門の作品賞を含む11部門の候補に挙がり、キャスティング賞を受賞。ゴールデングローブ賞や全米映画俳優組合賞ではクリスティーナ・ヤン役のサンドラ・オーが受賞している。
番組の冒頭と末尾には主人公のメレディス・グレイによるモノローグが入る（別の登場人物の場合もある）。
日本では2006年1月7日から2006年3月11日までWOWOWで毎週土曜深夜24時に第1シーズンが放送（再放送は火曜20:00）され、第2シーズンは2006年10月7日から2007年5月5日まで同じ時間帯で放送（再放送は金曜17:00）された。第3シーズンも2007年10月13日より同時間帯で放送（再放送は土曜10:00）されている。第3シーズンからは副題は外れ『グレイズ・アナトミー3』となった。WOWOWでは、2017年にシーズン13が放送された。
なお、海外ドラマチャンネルAXNにて2009年3月よりシーズン2が放送開始された。2010年3月からは、AXNにて第3シーズンの放送が開始された。
オープニングテーマはPsappの「Cosy in the Rocket」。

## 出演者
※括弧内は日本語吹替
レギュラー出演
- メレディス・グレイ - エレン・ポンピオ（三石琴乃）

シアトル・グレース病院の外科インターン。
母は国内でトップの外科医で、父は彼女が幼い頃に出て行った過去を持つ。
初出勤の前日、バーで知り合って一夜を共にした男性が、シアトル・グレース病院のアテンディングだった。
- ミランダ・ベイリー - チャンドラ・ウィルソン（高乃麗）

優秀な外科レジデント。
メレディスやカレフの教育係だが、とても厳しいために「ナチ」と呼ばれている。
- リチャード・ウェーバー - ジェームズ・ピケンズ・Jr（中博史）

外科部長。
メレディスの母とは同期の外科医だった。
- オーウェン・ハント - ケヴィン・マクキッド（てらそままさき）

※第5シーズンよりレギュラー出演
元軍医の外科アテンディング。
- テディ・アルトマン - キム・レイヴァー（水落幸子）

※第6シーズン9話等から第8シーズンまでレギュラー出演、第14シーズンはゲスト出演、第15シーズンより再びレギュラー出演。
心臓外科医。戦地でオーウェンと一緒に働いた。オーウェンからの誘いでシアトル・グレースに来るが、病院を1度去ることに。
とあることがきっかでシアトルに戻ってきて、グレイ・スローンで働くことになる。　　
- ジャクソン・エイヴリー - ジェシー・ウィリアムズ（内田夕夜）

※第6シーズン5話よりゲスト出演。第7シーズンよりレギュラー出演。
マーシー・ウエスト病院から来た外科レジデント。
祖父が偉大な医者。
- ジョー（ジョセフィン）・ウィルソン - カミーラ・ラディントン（英語版）（合田絵利）

※第9シーズンよりゲスト出演。第10シーズンよりレギュラー出演。
ホームレスで、車で寝泊まりしていた過去がある。
- アメリア・シェパード - カテリーナ・スコーソン（朴璐美）

※第11シーズンよりレギュラー出演。
デレクの妹の神経外科医。シェパード家の問題児。サンタモニカではアディソンの同僚だった。サンタモニカ時代に薬物依存に陥った過去がある。
- マギー・ピアース - ケリー・マクレアリー（英語版）（小松由佳）

※第10シーズンよりゲスト出演。第11シーズンよりレギュラー出演。
エリス・グレイとリチャード・ウェーバーの娘。エリスが誰にも知らせず養子に出した。何の因果か、メレディスやリチャードの同僚となる。
- アンドリュー・デルーカ - ジャコモ・ジャンニオッティ（英語版）（木島隆一）

※第11シーズンよりゲスト出演 - 第12シーズンからレギュラー出演。
イタリア出身の元救命士で、産婦人科医の姉がいる。
- トム・コラシック - グレッグ・ジャーマン（花田光）

※第14シーズンからレギュラー出演。
脳神経外科医で、フェロー時代のアメリアの指導医。息子を亡くした過去がある。
- レヴィ・シュミット - ジェイク・ボレッリ（英語版）（畠中佑）

※第14シーズンからレギュラー出演。
オタク気質な内気のインターンで、長いこと実家の地下室に住んでいた。
- アティカス・“リンク”・リンカーン - クリス・カーマック（高橋広樹）

※第15シーズンからレギュラー出演。
整形外科医で以前はスポーツチームでチームドクターをしていた。小児がんを患っていた経験がある。
- コーマック・ヘイズ - リチャード・フラッド（櫻井孝宏）

※第16シーズン10話からゲスト出演。 第17シーズンからレギュラー出演。
小児外科医で2人の息子がいる父親。スイスで小児外科医をしていたときに、クリスティーナの同僚だった。
その他
- エリス・グレイ - ケイト・バートン（英語版）（滝沢久美子）

メレディスの母。
有名な国内トップの外科医だったが、認知症を患って施設に入っている。
- ザッチャー・グレイ - ジェフ・ペリー（村松康雄）

メレディスの父親だが、メレディスが小さい頃に家を出て行った。
- スーザン・グレイ - メア・ウィニンガム

ザッチャーの2番目の妻で、レクシー・グレイの実母。心優しい女性。
- アデル・ウェーバー - ロレッタ・デヴァイン（岡本嘉子）

リチャードの妻。
- ベン・ウォーレン - ジェイソン・ジョージ（英語版）（逢坂力）

※第6シーズンよりゲスト出演 - 第12シーズンよりレギュラー出演 - 第15シーズンからstation19に出演のためゲスト出演。
ベイリーと恋に落ち、結婚。麻酔科医から外科医に転身した。その後、消防士を志してstation19の消防士になる。
- キャサリン・エイヴリー - デビー・アレン

ジャクソンの母親で泌尿器科医。エイヴリー財団をまとめる凄腕の経営者でもある。
- カリーナ・デルーカ - ステファニア・スパンピナート（高橋理恵子）

アンドリューの姉で産婦人科医。ちょっと変わった研究をしている。
過去のレギュラー出演者
- プレストン・バーク - イザイア・ワシントン（小杉十郎太）

※第1シーズン - 第3シーズン（共演者とトラブルを起こしたため降板）、第10シーズンでゲスト出演
優秀な心臓外科医。クリスティーナと恋に落ちる。
- アディソン・モンゴメリー・シェパード - ケイト・ウォルシュ（唐沢潤）

※第2シーズン - 第3シーズン（本ドラマのスピンオフドラマ『プライベート・プラクティス 迷えるオトナたち』に主演のため降板）
デレクの妻で有能な新生児外科医。
- エリカ・ハーン - ブルック・スミス（宮寺智子）

※第2シーズン25話よりゲスト出演。第4 - 第5シーズン（製作総指揮のションダ・ライムズの意向により降板）
心臓外科医。バークの代わりとして勤務。
- ジョージ・オマリー - T・R・ナイト（加瀬康之）

※第1シーズン - 第5シーズン（T・R・ナイト本人の意向により降板）
メレディスと同期の外科医。メレディスに片思いしている。
- イザベル（イジー）・スティーブンス - キャサリン・ハイグル（石塚理恵）

※第1シーズン - 第6シーズン（キャサリン・ハイグル本人の意向により降板）
メレディスと同期の外科医。
患者の気持ちを一番に考える優しい性格。
トレーラー育ちで貧しかったため、下着モデルで稼いで学費を全額返済した。
- アレクサンドラ（レクシー）・キャロライン・グレイ - カイラー・リー（園崎未恵）

※第3シーズン24話よりゲスト出演、第4シーズン - 第8シーズン
メレディスの異母姉妹。
記憶力が抜群。
- マーク・スローン - エリック・デイン（入江崇史）

※第2シーズン18話にゲスト出演、第3シーズン - 第9シーズン
デレクの親友でアディソンの浮気相手。著名な形成外科医。アディソンを追いかけてシアトルにやって来た。
- クリスティーナ・ヤン - サンドラ・オー（沢海陽子）

※第1シーズン - 第10シーズン
メレディスと同期の外科医、スタンフォード大学を首席で卒業した韓国系アメリカ人。
人一倍、向上心が強い。メレディスと親友になる。スイスで研究所の所長になるため去る。
- デレク・クリストファー・シェパード - パトリック・デンプシー（根本泰彦）

※第1シーズン - 第11シーズン
外科部長であるリチャードに引き抜かれシアトル・グレース病院に移動してきた。
優秀な脳外科医。
- カリオペ（カリー）・トーレス - サラ・ラミレス（田村聖子）

※第2シーズン19話よりゲスト出演。第3 - 第12シーズン
優秀な整形外科医。バイセクシャル。離婚後に交際した恋人がニューヨークに転勤になったため、ニューヨークに移転した。
- ステファニー・エドワーズ - ジェリカ・ヒントン（英語版）（志田有彩）

※第9シーズンよりゲスト出演。第10シーズン - 第13シーズン
真面目で優秀なアフリカ系。鎌状赤血球症を患っていた過去がある。
- ネイサン・リッグス - マーティン・ヘンダーソン(北田理道)

※第12シーズン - 第14シーズン5話
心臓外科医で元軍医。テディやオーウェンと同じ戦地に居た。
- アリゾナ・ロビンス - ジェシカ・キャプショー（小林優子）

※第5シーズン10話よりゲスト出演。第6シーズン - 第14シーズン
小児外科医。レズビアンである。
- エイプリル・ケプナー - サラ・ドリュー（植竹香菜）

※第6シーズン5話よりゲスト出演。第7シーズン - 第14シーズン
マーシー・ウエスト病院から来た外科レジデント。
- アレックス・カレフ - ジャスティン・チェンバース（土田大）

※第1シーズン - 第16シーズン
メレディスと同期の外科医。
野心家で性格が悪く「ドクター・デビル」と呼ばれている。
実は母親や兄弟思いの優しい一面もある。
主なゲスト出演者
- オリビア - サラ・アッターバック ※第1 - 6シーズン
- コンスタンス・ファーガソン - ロザンナ・アークエット ※第2シーズン11話に出演
- デニー・デュケット - ジェフリー・ディーン・モーガン（東地宏樹） ※第2シーズン13話等に出演
- ハンナ・デイヴィス - クリスティーナ・リッチ（小島幸子） ※第2シーズン16、17話に出演
- ショーン・ベグライト - ノア・グレイ＝ケイビー ※第2シーズン19話に出演
- シルヴィア・ブッカー - ナタリー・コール ※第2シーズン20話に出演
- フィン・ダンドリッジ - クリス・オドネル（永井誠） ※第2シーズン22話等に出演
- ベティ・ジョンソン - フランシス・フィッシャー ※第2シーズン24話に出演
- ドナルド・バーク - リチャード・ラウンドトゥリー ※第3シーズン2話に出演
- ジェーン・バーク - ダイアン・キャロル ※第3シーズン2話等に出演
- ミーガン・クローバー - アビゲイル・ブレスリン ※第3シーズン3話に出演
- 身元不明女性 / エヴァ / レベッカ・ポープ - エリザベス・リーサー（東條加那子） ※第3シーズン15話等に出演
- ヘレン・クロフォード - ショーレ・アグダシュルー ※第3シーズン18話に出演
- カルロス・トーレス - ヘクター・エリゾンド ※第3シーズン19話等に出演
- サム・ベネット - テイ・ディグス ※第3シーズン22話等に出演
- ピート・ワイルダー - ティム・デイリー ※第3シーズン22、23話に出演
- クーパー・フリードマン - ポール・アデルスタイン ※第3シーズン22、23話に出演
- ショーン・ブラザートン - ロックモンド・ダンバー ※第4シーズン7話に出演
- マーカス・キング - D・B・ウッドサイド ※第4シーズン8話に出演
- ニック・ハンスコム - セス・グリーン ※第4シーズン9話、10話に出演
- ワイアット医師 - エイミー・マディガン ※第4シーズン12話等に出演
- ジェニファー・ロビンソン - クレア・デュヴァル ※第4シーズン12、13話に出演
- サラベス・ブライヤ - バーナデット・ピーターズ ※第5シーズン1、2話に出演
- アンナ・ルーミス - キャシー・ベイカー ※第5シーズン1、2話に出演
- セイディ・ハリス - メリッサ・ジョージ ※第5シーズン8話等に出演
- ヴァージニア・ディクソン - メアリー・マクドネル ※第5シーズン8話等に出演
- ウィリアム・ダン - エリック・ストルツ ※第5シーズン10話等に出演
- メリンダ・プレスコット - サマンサ・マシス ※第5シーズン10話等に出演
- キャロリン・シェパード - タイン・デイリー ※第5シーズン11話に出演
- ベス・ホイットマン - ローラ・アレン ※第5シーズン14、15話に出演
- ナオミ・ベネット - オードラ・マクドナルド ※第5シーズン15話に出演
- マーガレット・キャンベル - フェイ・ダナウェイ ※第5シーズン16話に出演
- ロビー・スティーブンス - シャロン・ローレンス ※第5シーズン20話に出演
- パム・マイケルソン - マーサ・プリンプトン ※第6シーズン1話に出演
- シンガー - ジョエル・グレイ： イジーの恩師。※第6シーズン9話に出演
- モーガン - アマンダ・フラー： 未熟児を出産したインターン。※第8シーズン15話などに出演

## シーズン一覧
| シーズン | シーズン | エピソード | 米国での放送日 | 米国での放送日 |
| シーズン | シーズン | エピソード | 初回           | 最終回         |
| -------- | -------- | ---------- | -------------- | -------------- |
|          | 1        | 9          | 2005年3月27日  | 2005年5月22日  |
|          | 2        | 27         | 2005年10月25日 | 2006年5月15日  |
|          | 3        | 25         | 2006年9月21日  | 2007年5月17日  |
|          | 4        | 17         | 2007年9月27日  | 2008年5月22日  |
|          | 5        | 24         | 2008年9月25日  | 2009年5月14日  |
|          | 6        | 24         | 2009年9月24日  | 2010年5月20日  |
|          | 7        | 22         | 2010年9月23日  | 2011年5月19日  |
|          | 8        | 24         | 2011年9月22日  | 2012年5月17日  |
|          | 9        | 24         | 2012年9月27日  | 2013年5月16日  |
|          | 10       | 24         | 2013年9月26日  | 2014年5月15日  |
|          | 11       | 25         | 2014年9月25日  | 2015年5月14日  |
|          | 12       | 24         | 2015年9月24日  | 2016年5月19日  |
|          | 13       | 24         | 2016年9月22日  | 2017年5月18日  |
|          | 14       | 24         | 2018年4月23日  | 2018年7月30日  |
|          | 15       | 25         | 2019年1月28日  | 2019年5月5日   |
|          | 16       | 21         | 2019年10月26日 | 2020年2月9日   |
|          | 17       | 17         | 2020年11月12日 | 2021年6月3日   |
|          | 18       | 20         | 2021年9月30日  | 2022年5月26日  |
|          | 19       | 20         | 2022年10月6日  | 2023年5月18日  |
|          | 20       | 10         | 2024年3月14日  | 2024年5月30日  |

## 日本国内での放送
WOWOW
- 第1シーズン 2006年1月7日 - 2006年3月11日
- 第2シーズン 2006年10月7日 - 2007年5月5日
- 第3シーズン 2007年10月13日 - 2008年4月12日
- 第4シーズン 2008年10月25日 - 2009年3月7日
- 第5シーズン 2009年10月5日 - 2010年
- 第6シーズン 2010年10月16日 - 2011年4月16日
- 第7シーズン 2011年7月 - 2011年12月
- 第8シーズン 2012年7月11日 - 2012年12月
- 第9シーズン 2013年7月10日 - 2013年12月19日
- 第10シーズン 2014年7月23日 - 2015年1月14日
- 第11シーズン 2015年7月7日 - 2015年12月29日
- 第12シーズン 2016年7月6日 -
- 第13シーズン 2017年4月5日 -
- 第14シーズン 2018年4月4日 -
- 第15シーズン 2019年4月3日 -
- 第16シーズン 2020年4月4日 -
- 第17シーズン 2021年8月25日 -
- 第18シーズン 2022年5月25日 -
- 第19シーズン 2023年6月7日 -
- 第20シーズン 2024年10月30日 -
- 第21シーズン 2025年6月18日 -

Dlife
- 第1シーズン 2012年12月12日 - 2013年12月24日
- 第2シーズン 2012年12月25日 - 2013年1月30日
- 第3シーズン 2012年12月7日 - 2013年5月17日
- 第4シーズン 2013年5月24日 - 2013年9月13日
- 第5シーズン 2013年9月20日 - 2014年3月5日

hulu
- 第1シーズン〜第15シーズン 2022年5月23日現在 配信終了

Amazonプライム・ビデオ
- 第1シーズン〜第16シーズン 2022年5月23日現在 レンタル配信中

Netflix
- 第1シーズン〜第15シーズン 2022年5月23日現在 配信終了

Disney+
- 第1シーズン〜第20シーズン 2025年3月20日現在 見放題配信中(吹き替えあり)

## 賞歴
（）内は対象となった期間

### エミー賞
※すべてドラマシリーズ部門
- 第58回（2005 - 2006・第2シーズン分）
受賞
  - キャスティング賞 - リンダ・ロウィ、ジョン・ブラス

候補
  - 作品賞
  - 助演女優賞 - サンドラ・オー
  - 助演女優賞 - チャンドラ・ウィルソン
  - ゲスト男優賞 - カイル・チャンドラー
  - ゲスト女優賞 - ケイト・バートン
  - ゲスト女優賞 - クリスティーナ・リッチ
  - 脚本賞 - ションダ・ライムズ　「死の予感 PartI 」（第16話）、「死の予感 PartII」（第17話）
  - 脚本賞 - クリスタ・バーノフ　「アンフェア」（第6話）
  - メイクアップ賞 - 「孤独の癒し方」（第11話）
  - メイクアップ賞（人工装具） - 「大人になれない大人たち」（第18話）

- 第57回（2004 - 2005・第1シーズン分）
  - 監督賞 - ピーター・ホートン 「甘い夜はオペの始まり」（第1話）
  - 助演女優賞 - サンドラ・オー
  - キャスティング賞 - リンダ・ロウィ、ジョン・ブラス

### ゴールデングローブ賞
- 第64回（2006年）
受賞
  - 作品賞（テレビ部門/ドラマシリーズ）

候補
  - 主演女優賞（テレビ部門/ドラマシリーズ） - エレン・ポンピオ
  - 主演男優賞（テレビ部門/ドラマシリーズ） - パトリック・デンプシー
  - 助演女優賞（テレビ部門） - キャサリン・ハイグル
- 第63回（2005）
受賞
  - 助演女優賞（テレビ部門） - サンドラ・オー

候補
  - 作品賞（テレビ部門/ドラマシリーズ）
  - 主演男優賞（テレビ部門/ドラマシリーズ） - パトリック・デンプシー

### 全米映画俳優組合賞
※全てテレビ部門（ドラマシリーズ）
- 第13回（2006年）
受賞
  - 女優賞 - チャンドラ・ウィルソン
  - アンサンブル演技賞
- 第12回（2005年）
受賞
  - 女優賞 - サンドラ・オー

候補
  - 男優賞 - パトリック・デンプシー
  - アンサンブル演技賞